# Nowe Brzozowo
Nowe Brzozowo – wieś sołecka w Polsce położona w województwie mazowieckim, w powiecie mławskim, w gminie Dzierzgowo.
W latach 1975–1998 miejscowość administracyjnie należała do województwa ciechanowskiego.
W 1914 r. w Nowym Brzozowie odkryty został skarb liczący kilkaset średniowiecznych monet (głównie niemieckich) oraz ozdób. Monety ze skarbu eksponowane są w muzeach w Warszawie i Przasnyszu.

## Urodzeni w Nowym Brzozowie
- Władysław Ostaszewski – polski inżynier, uczestnik powstania styczniowego i powstania węgierskiego[10][11].